# Gare d'Aarschot
La gare d'Aarschot ou gare d'Aerschot, (en néerlandais : station Aarschot) est une gare ferroviaire belge de la ligne 35, de Louvain à Hasselt, située à proximité du centre de la ville d'Aarschot, dans la province du Brabant flamand en Région flamande.
Elle est mise en service en 1863 par le Grand Central Belge. C'est une gare de la Société nationale des chemins de fer belges (SNCB) desservie par des trains InterCity (IC), Omnibus (L) et d’Heure de pointe (P).

## Situation ferroviaire

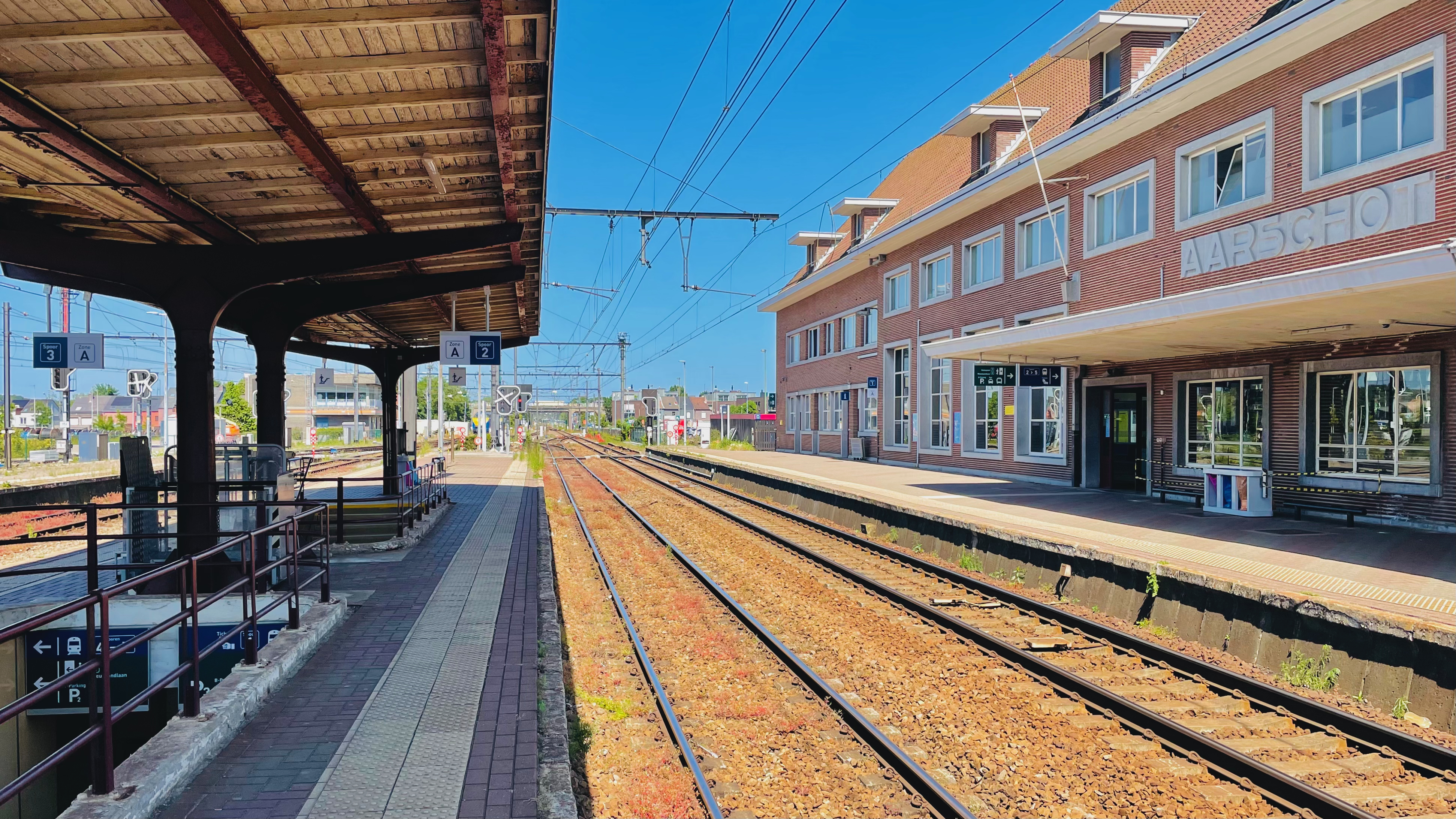
Intérieur de la gare.

Établie à 15 mètres d'altitude, la gare de Wezemaal est située au point kilométrique (PK) 38,434 de la ligne 35, de Louvain à Hasselt, entre les gares ouvertes de Wezemaal et de Langdorp.

## Historique
La « station d'Aerschot » est mis en service le 28 février 1863 par la Société anonyme des chemins de fer du Nord de la Belgique qui ne tarde pas à s'intégrer au sein du Grand Central Belge, lequel est racheté par l’État belge en 1897.
En 1893 c'est une station de 1re classe.

### Nom de la gare
Dénommé « Aerschot » lors de son ouverture, elle devient officiellement « Aarschot » le 10 janvier 1916.

## Service des voyageurs

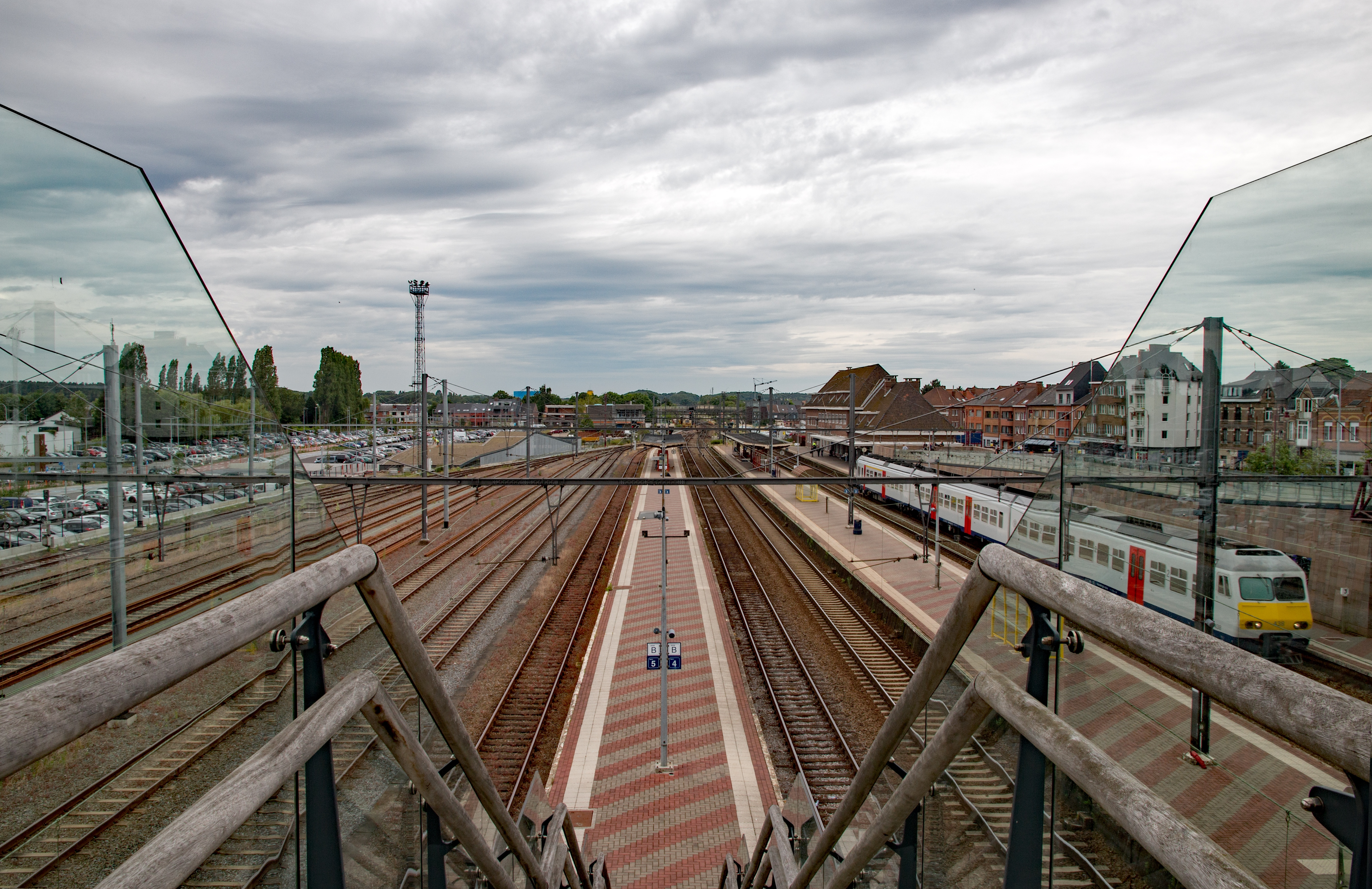
Vue depuis la passerelle de la gare.

### Accueil
Gare SNCB, elle dispose d'un bâtiment voyageurs, avec guichets, ouvert tous les jours. Elle est équipée d'automates pour l'achat de titres de transport. Des aménagements, équipements et services sont à la disposition des personnes à la mobilité réduite. Un buffet est installé en gare.
Un souterrain permet la traversée des voies et le passage d'un quai à l'autre.

### Desserte
Aarschot est desservie par des trains InterCity (IC), Omnibus (L) et d’Heure de pointe (P) de la SNCB qui effectuent des missions sur la ligne commerciale 35 (Louvain - Hasselt).

#### Semaine
Aarschot possède cinq dessertes cadencées à l'heure :
- des trains IC-20 de Gand-Saint-Pierre à Tongres via Wetteren, Alost et Bruxelles-Central ;
- des IC-08 d'Anvers-Central à Hasselt via Malines, Louvain et Brussels-Airport-Zaventem ;
- des IC-09 d'Anvers-Central à Louvain via Lier et Heist-op-den-Berg et Aarschot ;
- des trains L d'Anvers-Central à Louvain, via Lier avec davantage d'arrêts ;
- des trains L reliant Louvain à Hasselt via Zichem et Diest.

Des trains supplémentaires en heure de pointe (P) s'ajoutent aux trains réguliers :
- deux trains P rapides (sans arrêt à Louvain) de Tongres à Bruxelles-Midi, le matin, faisant le trajet inverse l'après-midi ;
- trois trains P de Hasselt à Louvain, le matin, retour l'après-midi ;
- trois trains P d'Aarschot à Anvers-Central, le matin, retour l'après-midi ;
- un unique train P de Louvain à Anvers-Central, le matin.

#### Week-ends et fériés
Aarschot est seulement desservie par :
- des trains IC-08 d'Anvers-Central à Hasselt, à arrêts fréquents ;
- des trains IC-09 d'Anvers-Central à Hasselt, Tongres et Liège-Guillemins ;
- des trains L d'Anvers-Central à Louvain via Lier et Heist-op-den-Berg.

Le dimanche, en période scolaire, circulent deux trains P pour le retour des étudiants vers les grandes universités : un d'Essen à Heverlee (Louvain) et un de Hasselt à Bruxelles et Gand-Saint-Pierre (sans arrêt à Louvain).

### Intermodalité
Un parc pour les vélos et un parking pour les véhicules y sont aménagés. Des bus desservent la gare.

## Comptage voyageurs
Ce graphique et tableau montre le nombre de voyageurs embarquant en moyenne durant la semaine, le samedi et le dimanche.
| Nombre de passagers qui embarquent à la gare d'Aerschot | Nombre de passagers qui embarquent à la gare d'Aerschot | Nombre de passagers qui embarquent à la gare d'Aerschot | Nombre de passagers qui embarquent à la gare d'Aerschot |
|                                                         | Semaine                                                 | Samedi                                                  | Dimanche                                                |
| ------------------------------------------------------- | ------------------------------------------------------- | ------------------------------------------------------- | ------------------------------------------------------- |
| 1977                                                    | 3 783                                                   | 547                                                     | 602                                                     |
| 1978                                                    | 4 140                                                   | 635                                                     | 558                                                     |
| 1979                                                    | 3 486                                                   | 732                                                     | 623                                                     |
| 1980                                                    | 4 069                                                   | 618                                                     | 697                                                     |
| 1981                                                    | 3 379                                                   | 649                                                     | 706                                                     |
| 1982                                                    | 3 616                                                   | 743                                                     | 713                                                     |
| 1983                                                    | 3 853                                                   | 631                                                     | 610                                                     |
| 1984                                                    | 4 706                                                   | 1 007                                                   | 1 215                                                   |
| 1985                                                    | 4 736                                                   | 1 306                                                   | 1 422                                                   |
| 1986                                                    | 4 206                                                   | 1 073                                                   | 1 165                                                   |
| 1987                                                    | 4 902                                                   | 1 029                                                   | 1 428                                                   |
| 1988                                                    | 4 288                                                   | 974                                                     | 923                                                     |
| 1989                                                    | 3 502                                                   | 852                                                     | 1 048                                                   |
| 1990                                                    | 3 582                                                   | 1 108                                                   | 873                                                     |
| 1991                                                    | 3 514                                                   | 979                                                     | 825                                                     |
| 1992                                                    | 3 591                                                   | 974                                                     | 838                                                     |
| 1993                                                    | 3 224                                                   | 1 144                                                   | 861                                                     |
| 1994                                                    | 3 403                                                   | 955                                                     | 726                                                     |
| 1995                                                    | 3 507                                                   | 905                                                     | 898                                                     |
| 1996                                                    | 3 874                                                   | 877                                                     | 960                                                     |
| 1997                                                    | 3 481                                                   | 1 039                                                   | 1 089                                                   |
| 1998                                                    | 3 241                                                   | 879                                                     | 642                                                     |
| 1999                                                    | 3 012                                                   | 640                                                     | 578                                                     |
| 2000                                                    | 3 147                                                   | 836                                                     | 781                                                     |
| 2001                                                    | 3 104                                                   | 765                                                     | 600                                                     |
| 2002                                                    | 3 114                                                   | 794                                                     | 802                                                     |
| 2003                                                    | 3 601                                                   | 895                                                     | 792                                                     |
| 2004                                                    | 3 414                                                   | 901                                                     | 743                                                     |
| 2005                                                    | 3 559                                                   | 973                                                     | 942                                                     |
| 2006                                                    | 4 024                                                   | 1 076                                                   | 868                                                     |
| 2007                                                    | 4 351                                                   | 1 253                                                   | 1 376                                                   |
| 2008                                                    | -                                                       | -                                                       | -                                                       |
| 2009                                                    | 4 735                                                   | 1 393                                                   | 1 336                                                   |
| 2010                                                    | -                                                       | -                                                       | -                                                       |
| 2011                                                    | -                                                       | -                                                       | -                                                       |
| 2012                                                    | 5 162                                                   | 1 561                                                   | 1 397                                                   |
| 2013                                                    | 5 654                                                   | 1 510                                                   | 1 379                                                   |
| 2014                                                    | 5 411                                                   | 1 711                                                   | 1 533                                                   |
| 2015                                                    | 5 660                                                   | 1 414                                                   | 1 104                                                   |
| 2016                                                    | 5 900                                                   | 1 348                                                   | 1 340                                                   |
| 2017                                                    | 5 709                                                   | 1 301                                                   | 1 428                                                   |
| 2018                                                    | 6 090                                                   | 2 171                                                   | 1 252                                                   |
| 2019                                                    | 6 270                                                   | 1 954                                                   | 1 395                                                   |
| 2020                                                    | 2 485                                                   | 1 259                                                   | 872                                                     |
| 2021                                                    | -                                                       | -                                                       | -                                                       |
| 2022                                                    | 5 444                                                   | 1 879                                                   | 1 780                                                   |
| 2023                                                    | 5 240                                                   | 2 269                                                   | 2 038                                                   |
| 2024                                                    | 5 804                                                   | 2 243                                                   | 1 758                                                   |

## Patrimoine ferroviaire
Le bâtiment voyageurs d'origine était une très vaste gare construite par la Société anonyme des chemins de fer du Nord de la Belgique. Le corps central comporte 21 travées coiffées d'arcs en plein cintre avec deux rangées de 10 cheminées décoratives en fonte avec deux pavillons à étage de plan carré surmontés par une toiture à 4 versants de part et d'autre. Les pavillons à étage sont similaires aux corps de logis des gares de Hasselt et Diest érigées par la même compagnie ; comme à Diest, une lucarne est positionnée au milieu d'un fronton brisé en demi-lune.

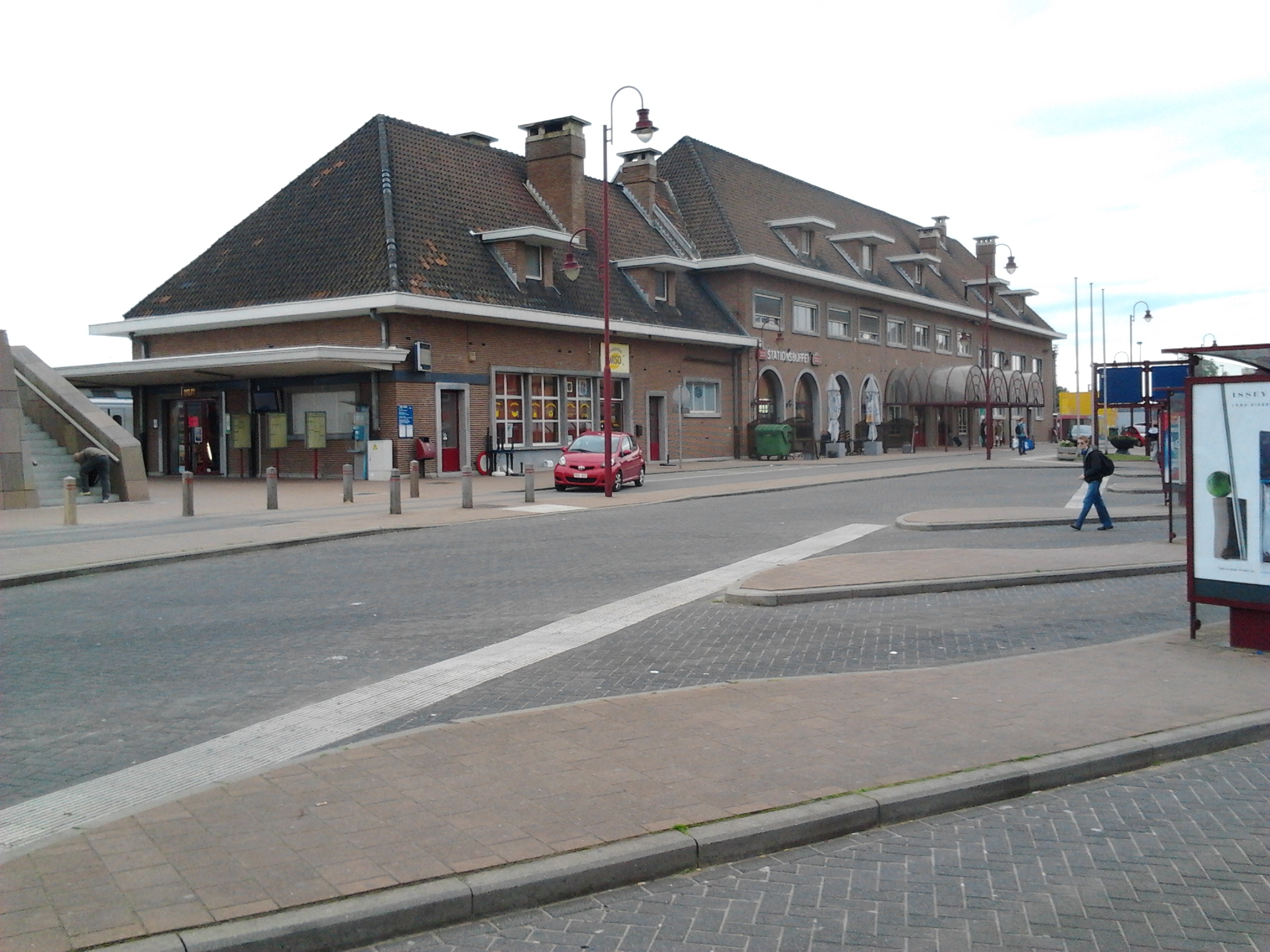
Bâtiment de la gare en 2012.

En partie détruit par les bombes allemandes en mai 1940, il est raboté d'un pavillon et de 18 travées afin de servir de gare provisoire en attendant l’inauguration du nouveau bâtiment de 1948.
Le nouveau bâtiment de style moderniste est également réalisé en briques. Il se compose d'un corps principal de 12 travées côté rue au toit à deux croupes avec une nette différence entre la partie des voyageurs (aux baies côté rues coiffées d'arcs en plein cintre) et celle du personnel, dont toutes les ouvertures sont rectangulaires et dont l'étage supérieur débute plus bas. Une aile d'un seul niveau a été construite pour le bureau des Postes, Téléphones et Télégraphes (PTT) et accueille désormais une sandwicherie. Côté voies, le nombre et la forme des ouvertures diverge mais la toiture est également éclairée par 7 lucarnes à toit plat en forme de visière.
De l'autre côté des voies, entre le poste de signalisation et le pont sur la Démer se trouve un ancien bâtiment de service au style similaire à celui de la gare de 1863 ; il devait comporter au-moins huit travées. Le style et les décorations sont très semblables aux gares de la ligne d'Anvers à Hasselt, telle que celle de Boechout.